# Sierra de Bujalcayado
La sierra de Bujalcayado es un monte en forma de muela de la sierra Ministra, en el Sistema Ibérico, situado al norte de Bujalcayado (Sigüenza, Guadalajara, España). Forma un cerro aislado entre dos vegas con una altitud de 1125 m s. n. m. y una prominencia de unos 205 m. 
Sus laderas es fuente de pequeños arroyos que van a desaguar al río Salado. Está casi exento de vegetación salvo algunos matorrales y arbustos aislados.
- Datos: Q6127662